# Connexión directa por cable
La conexión directa por cable es una característica de Microsoft Windows que permite la conexión entre dos ordenadores mediante un puerto paralelo (LPT) o serie (COM) y cables LapLink  o conexiones de infrarrojos ( irDA ). Fue introducido con Windows 95 y se lanzó por última vez con Windows XP en 2001 . Se pretende realizar pequeñas transacciones de archivos entre ordenadores que no disponen de tarjetas de red, aunque la versión presente en Windows XP hace que este tipo de conexión esté disponible también a través de estas tarjetas, mediante un cable de red de par trenzado cruzado .

## Protocolo y funcionamiento
Las conexiones creadas mediante esta herramienta utilizan NetBEUI como protocolo de comunicación estándar, excepto la versión de Windows XP, que tiene TCP/IP como protocolo estándar para redes. También se pueden utilizar otros protocolos, como IPX/SPX, necesarios para que la conexión funcione para determinados tipos de programas, sobre todo los juegos DirectPlay .
Entre 1995 y 2001, todos los sistemas operativos para PC con Windows recibieron esta herramienta, con la excepción notable de Windows NT 4.0 . Sin embargo, todavía es posible realizar conexiones de este tipo con este sistema mediante un cable serie, ya que la estructura de este tipo de conexión funciona de forma similar a las conexiones de acceso telefónico generadas por un módem . 

## Tipos
Mediante el puerto serie o infrarrojo, la conexión generada puede alcanzar una velocidad máxima de unos 12 KB/sy, mediante la conexión a través del puerto paralelo, una velocidad entre 40 y 70 KB/s. Esta velocidad es comparable a una conexión telefónica mediante módem, pero es significativamente inferior a la disponible en una conexión de red tradicional, puesto que las conexiones Ethernet o Token Ring funcionan con una tasa de bits del orden de Mb/s.

### Puerto serie
Si se utilizan los puertos serie del ordenador, debe utilizarse un cable de módem nulo (o un adaptador de módem nulo conectado a un cable serie estándar) para conectar cada uno de los dos ordenadores para comunicarse correctamente. Esta conexión utiliza el protocolo PPP .

### Puerto paralelo
Si se utilizan los puertos paralelos, Windows admite cable estándar o básico de 4 bits (conocido habitualmente como cable LapLink ), cable de puerto de capacidades mejoradas (ECP) o cable de módulo de cable universal (UCM) (que es conocía como cable DirectParallel por Parallel Technologies). Una limitación de esta forma de conectar ordenadores es que, mediante un único cable LapLink o una única conexión de infrarrojos, sólo se puede crear una conexión, con un ordenador actuando como servidor y otro como cliente de esa conexión.

### Puerto USB
La conexión de dos ordenadores cualesquiera mediante USB requiere un cable puente especial propietario . Un cable USB tipo A conectado directamente de pin a pin no funciona, ya que el USB no admite este tipo de comunicación. De hecho, intentar hacerlo puede incluso dañar los ordenadores que se conectan, ya que cortará las fuentes de alimentación de ambos ordenadores juntos conectando sus líneas de 5 V y GND. Esto puede destruir una o ambas máquinas y provocar un riesgo de incendio, puesto que es posible que ambas máquinas no tengan exactamente la misma tensión de fuente USB. Por tanto, la conexión directa por cable mediante USB no es posible; se debe utilizar un cable de enlace USB, tal y como se ve en el artículo 814982 de la base de conocimiento de Microsoft . Sin embargo, con un cable de enlace USB, debe utilizarse un programa que admita la transferencia de datos mediante este cable. Normalmente este programa se suministra con el cable de enlace USB. El asistente DCC o el Explorador de Windows no se pueden utilizar para transferir archivos mediante un cable de enlace USB.
Hay por lo menos 2 famosos cables cruzados USB capaces de transferir datos de forma bidireccional entre ordenadores similares a los cables RJ45/Ethernet: el cable de puente de anfitrión a host de alta velocidad USB 2.0 de ProlificUSA.com TE-C0372 (chipset PL25A1 ) y el TE de ProlificUSA.com. -C0363 Superspeed USB 3.0 Host to Host Bridge Cable (siete de chips PL27A1) y los controladores para éstos parece que se incluyeron en las versiones más nuevas del núcleo Linux .

### Puerto IR
También se pueden utilizar puertos de comunicación por infrarrojos, como los que se encuentran en los ordenadores portátiles (como IrDA ).

## Windows Vista
Windows Vista dejó de ser compatible con la función de conexión directa por cable, ya que Ethernet, Wi-Fi y Bluetooth se hicieron omnipresentes a las nuevas generaciones de ordenadores. Para transferir archivos y configuraciones, Windows Vista incluyó Windows Easy Transfer, utilizando un cable puente USB a USB propietario conocido como Easy Transfer Cable 